# Persone di nome Armando/Calciatori
| Questa pagina contiene informazioni ricavate automaticamente dalle voci biografiche con l'ausilio del template Bio e di un bot. L'aggiornamento è periodico e automatico e ricostruisce completamente la pagina. Se manca una persona in questa lista, sei pregato di non aggiungerla, ma accertati piuttosto che la sua voce biografica contenga il template Bio e che i dati anagrafici siano correttamente compilati. Se il template Bio manca, inseriscilo tu stesso o, in alternativa, metti l'avviso {{tmp\|Bio}} che ne segnala la mancanza. Se i dati riportati sono sbagliati, correggi direttamente la voce biografica; le modifiche saranno visibili in questa lista entro pochi giorni. Per chiarimenti vedi il progetto antroponimi. La lista contiene solo le 78 persone che sono citate nell'enciclopedia e per le quali è stato implementato correttamente il template Bio. Pagina aggiornata al 22 lug 2025. |

Questa è una lista di persone presenti nell'enciclopedia che hanno il nome Armando e sono calciatori.

## A(4)
- Armando Alfageme, calciatore peruviano (Lima, n. 1990)
- Armando de Almeida, calciatore brasiliano (Rio de Janeiro, n. 1893 - Rio de Janeiro, † 1978)
- Armando Alonso, ex calciatore costaricano (San José, n. 1984)
- Armando Anastasio, calciatore italiano (Napoli, n. 1996)

## B(8)
- Armando Belletti, calciatore italiano (Collecchio, n. 1914 - † 1998)
- Armando Bellolio, calciatore e allenatore di calcio italiano (Tortona, n. 1897 - Tortona, † 1969)
- Armando Bertagni, calciatore italiano (Spilamberto, n. 1907 - Livorno, † 1957)
- Armando Bollana, calciatore italiano (Pola, n. 1920)
- Armando Bonino, calciatore e allenatore di calcio italiano (Lucca - † 1964)
- Armando Broja, calciatore albanese (Slough, n. 2001)
- Armando Bucchi, calciatore italiano (Verona, n. 1909)
- Sipo Bohale, ex calciatore spagnolo (Alicante, n. 1988)

## C(10)
- Armando Carito, calciatore italiano (Palermo, n. 1894 - Libia, † 1917)
- Armando Carta, ex calciatore italiano (Vicenza, n. 1933)
- Armando Cascione, ex calciatore italiano (Napoli, n. 1961)
- Armando Cavazzuti, calciatore e allenatore di calcio italiano (Modena, n. 1929 - Modena, † 2014)
- Armando Cereseto, calciatore italiano
- Armando Collado, ex calciatore nicaraguense (Tecoluca, n. 1985)
- Armando Cooper, calciatore panamense (Colón, n. 1987)
- Armando Coroneaux, calciatore cubano (Camagüey, n. 1985)
- Armando Cremonesi, calciatore e allenatore di calcio italiano
- Armando Creziato, calciatore e allenatore di calcio italiano (Pescara, n. 1913)

## D(5)
- Armandinho, calciatore brasiliano (São Carlos, n. 1911 - Santos, † 1972)
- Armando Del Debbio, calciatore e allenatore di calcio brasiliano (Santos, n. 1904 - San Paolo, † 1984)
- Armando Díaz, calciatore argentino
- Armando Diena, calciatore italiano (Torino, n. 1914 - Genova, † 1985)
- Armando Martins, calciatore portoghese (Setúbal, n. 1905 - Setúbal, † 1961)

## E(1)
- Armando Esposto, calciatore italiano (n. 1900)

## F(5)
- Armando Fallanca, calciatore italiano (Villa San Giovanni, n. 1922 - Messina, † 1991)
- Armando Fava, calciatore italiano (La Spezia, n. 1893 - Plava, † 1915)
- Armando Ferreira, calciatore portoghese (Barreiro, n. 1919 - † 2005)
- Armando Fiorini, calciatore italiano (Modena, n. 1914 - Andora, † 1994)
- Armando Frigo, calciatore statunitense (Clinton, n. 1917 - Cattaro, † 1943)

## G(3)
- Armando Gambuti, calciatore italiano (Roma, n. 1896)
- Armando González, calciatore paraguaiano (n. 1924)
- Armando Gun, calciatore panamense (Panama, n. 1986)

## H(1)
- Armando Heeb, calciatore liechtensteinese (Vaduz, n. 1990)

## I(1)
- Armando Izzo, calciatore italiano (Napoli, n. 1992)

## L(3)
- Armando Lauro, calciatore italiano (Pietra Marazzi, n. 1900 - Torino, † 1970)
- Armando Longhi, calciatore italiano (Roma, n. 1917 - † 2003)
- Armando Lozano, ex calciatore spagnolo (Motril, n. 1984)

## M(10)
- Armando Macci, calciatore italiano (Roma, n. 1929 - Roma, † 2009)
- Armando Maita, ex calciatore venezuelano (Ciudad Guayana, n. 1981)
- Armando Manzo, ex calciatore messicano (Città del Messico, n. 1958)
- Armando Massiglia, calciatore italiano (Novi Ligure, n. 1911 - Novi Ligure, † 1980)
- Armando Merodio, calciatore spagnolo (Barcellona, n. 1935 - Bilbao, † 2018)
- Armando Miranda, calciatore brasiliano (San Paolo, n. 1939 - San Paolo, † 1980)
- Armando Molinari, calciatore italiano
- Armando Morbelli, calciatore italiano
- Armando Mozzetta, calciatore italiano (San Polo dei Cavalieri, n. 1924)
- Armando Méndez, calciatore uruguaiano (Rodríguez, n. 1996)

## N(1)
- Armando Navarrete, ex calciatore messicano (Jacona, n. 1980)

## O(2)
- Armando Obispo, calciatore olandese (Boxtel, n. 1999)
- Armando Ortolano, calciatore italiano (Torino, n. 1921 - Torino, † 2010)

## P(3)
- Armando Picchi, calciatore e allenatore di calcio italiano (Livorno, n. 1935 - Sanremo, † 1971)
- Armando Preti, calciatore italiano (Roma, n. 1911 - Roma, † 1971)
- Armando Pulido, ex calciatore messicano (Ciudad Victoria, n. 1989)

## Q(1)
- Armando Queirós Manuel, ex calciatore angolano (Luanda, n. 1966)

## R(5)
- Armando Rami, calciatore albanese (Burrel, n. 1997)
- Armando Reyes, ex calciatore nicaraguense (Bluefields, n. 1981)
- Armando Reyes, calciatore argentino (Avellaneda, n. 1893 - Buenos Aires, † 1954)
- Armando Ribeiro, ex calciatore spagnolo (Sopela, n. 1971)
- Armando Riso, calciatore italiano (Casale Monferrato, n. 1909)

## S(5)
- Armando Sosa Peña, calciatore spagnolo (Las Palmas de Gran Canaria, n. 1989)
- Armando Sadiku, calciatore albanese (Elbasan, n. 1991)
- Armando Sapignoli, calciatore italiano
- Armando Segato, calciatore e allenatore di calcio italiano (Vicenza, n. 1930 - Firenze, † 1973)
- Armando Sá, ex calciatore mozambicano (Maputo, n. 1974)

## T(4)
- Armando Tobar, calciatore cileno (Viña del Mar, n. 1938 - Viña del Mar, † 2016)
- Armando Todeschini, calciatore italiano (Casale Monferrato, n. 1918)
- Armando Tolloi, calciatore italiano (Cervignano del Friuli, n. 1922)
- Armando Tre Re, calciatore italiano (Firenze, n. 1921 - Firenze, † 2003)

## V(3)
- Armando Vajushi, ex calciatore albanese (Scutari, n. 1991)
- Armando Varini, calciatore italiano
- Armando Vatta, calciatore italiano (Pola, n. 1908 - Roma, † 1995)

## W(1)
- Armando Wila, ex calciatore ecuadoriano (San Lorenzo, n. 1985)

## Z(1)
- Armando Zamorano, calciatore messicano (Autlán de Navarro, n. 1993)

## Á(1)
- Armando Álvarez, ex calciatore spagnolo (Colmar, n. 1970)